# Castillo de San Diego de Alcalá
Castillo de San Diego de Alcalá o Fuerte Campo Elías es un fortificación construida en el siglo XVIII a orillas del Río Orinoco, por el entonces gobernador de la Provincia de Guayana para reforzar la defensa y prestar apoyo al Castillo de San Francisco de Asís la ciudad de las constantes incursiones piratas. Administrativamente hace parte de la Parroquia Juan bautista del municipio Casacoima, al suroeste de Estado Delta Amacuro y al este de la actual Venezuela.

## Historia
El castillo fue construido entre 1734 y 1747 en el cerro cerro denominado El Padrastro, más retirado del río y cercano a las lagunas de la Ceiba y el Baratillo. (8°30′54″N 62°24′16″O / 8.51500, -62.40444)
Fue refugio del general Miguel de la Torre después de la Batalla de San Félix en 1817.
En 1893 el General Joaquín Crespo ordena su restauración, establece una guarnición militar y cambia su nombre a Fuerte Campo Elías

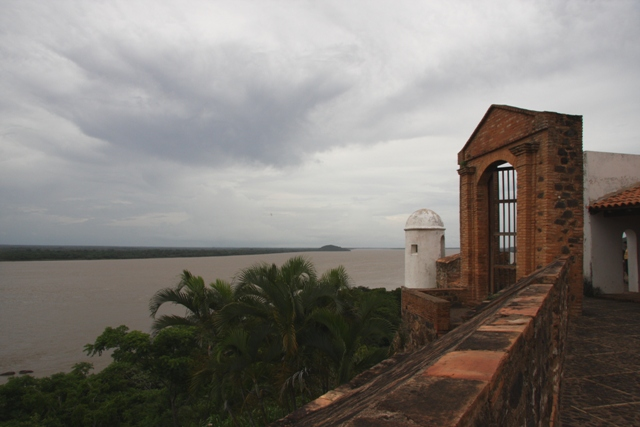
Vista del Castillo de San Diego de Alcalá o Fuerte Campo Elías con el Río Orinoco
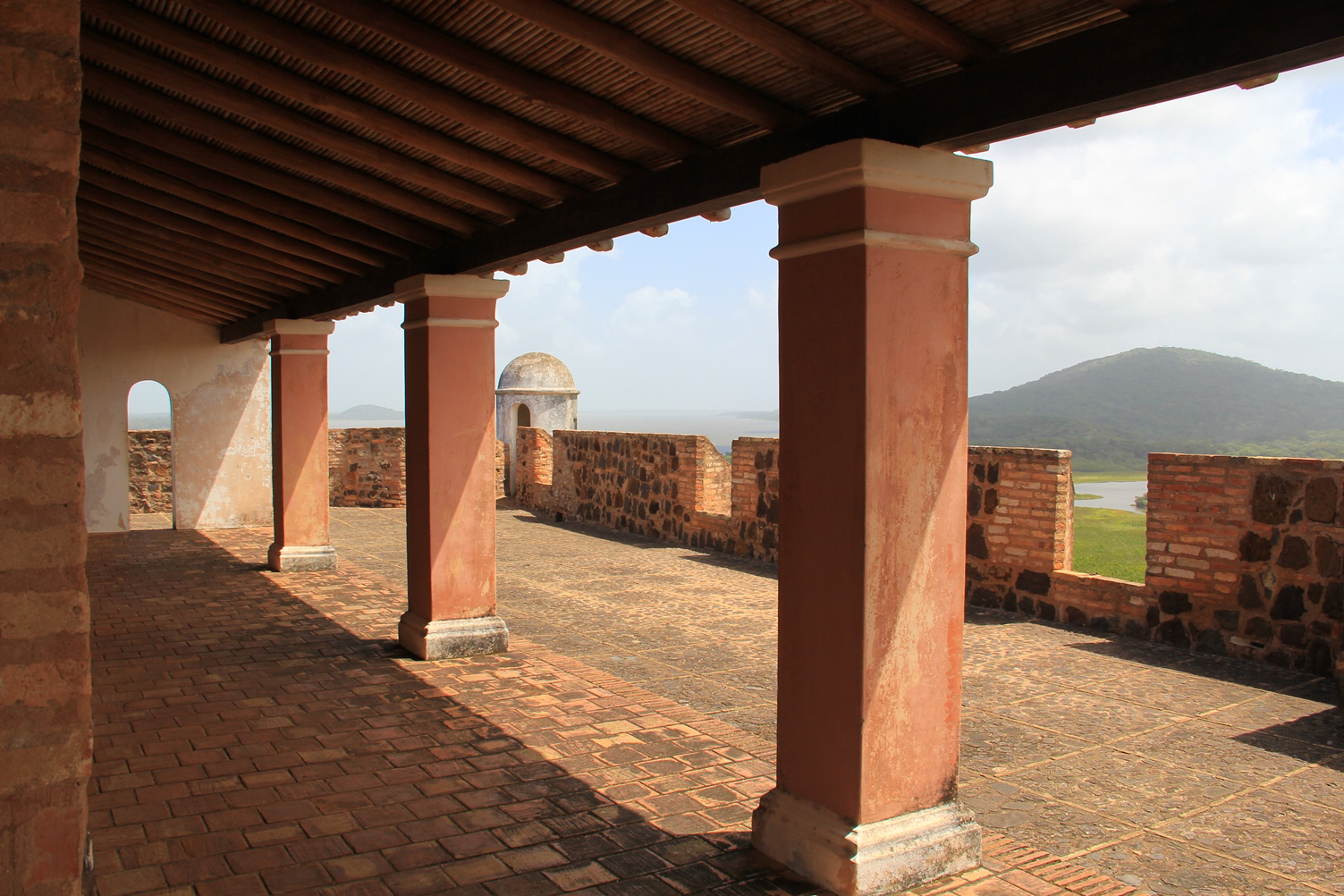
Interior de la fortaleza
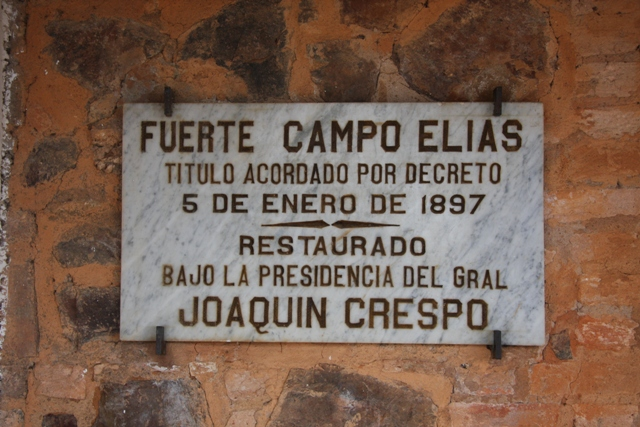
Placa con motivo de su restauración
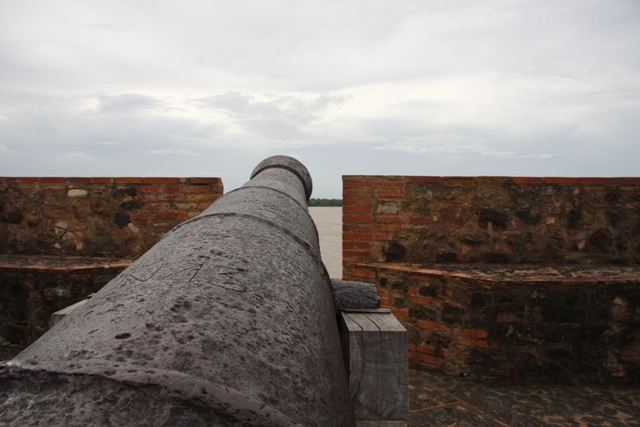
El Cañón. San Diego de Alcalá o Fuerte Campo Elías